# کوروبه ۸۹۳۳
سیارک ۸۹۳۳ (به انگلیسی: 8933 Kurobe، نامگذاری:1997AU6) هشت هزار و نهصد و سی و سومین سیارک کشف شده‌است که در ۶ ژانویه ۱۹۹۷ کشف شد.
قدر مطلق سیارک برابر ۱۳٫۲۰ است.